# 激光光谱学
激光光谱学是对在激光器发明之后，使用激光作为光源来进行的原子、分子的发射光谱、吸收光谱以及非线性效应所做研究的通称。